# تحصن

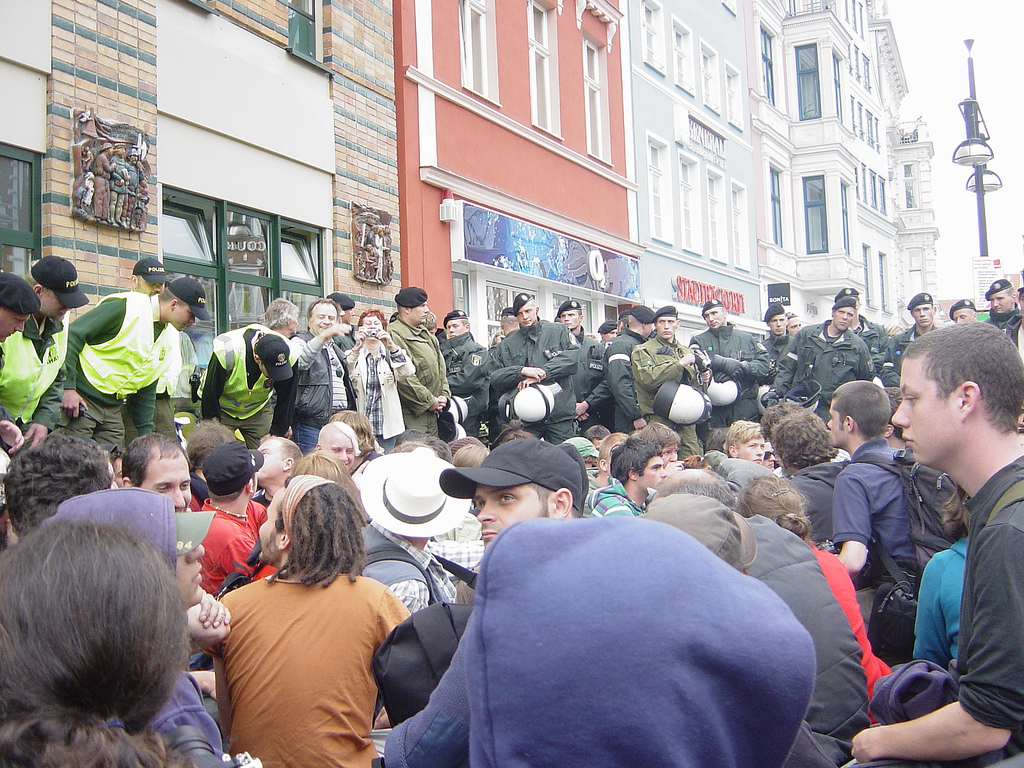
تحصن اجلاس سراِن جی هشت در سال ۲۰۰۸.

تحصن یا بَست‌نشینی گونه‌ای کنشِ اعتراضی است که در آن فرد یا افرادی با اشغالِ یک منطقه و بیشتر برای ترویجِ تغییراتِ سیاسی، اجتماعی و اقتصادی به آن دست می‌زنند.

## اصول و مفاهیم
تحصن به معنی پناهنده شدن است و عموماً برای مقاصد سیاسی یا فرار از حاکمان ستمگر انجام می‌شود و معادل بست‌نشینی است.

### پرهیز از خشونت
پرهیز از خشونت، عدم خشونت'، مبارزه بی‌خشونت یا مبارزه خشونت‌پرهیز فلسفه و استراتژی برای ایجاد تغییرات اجتماعی است که استفاده از خشونت را رد می‌کند؛ بنابراین عدم خشونت گزینه‌ای متفاوت از تسلیم شدن در مقابل ظلم یا مقابله مسلحانه با ظلم است. فعالان عدم خشونت از روش‌های مختلفی برای ایجاد تغییرات اجتماعی استفاده می‌کنند که شامل آموزش و ترغیب کردن، نافرمانی مدنی (انجام ندادن قوانین خاصی که توسط حکومت وضع شده‌اند)، مبارزه منفی، فعالیت سیاسی غیرخشن، و ارتباط با عموم مردم از طریق رسانهها می‌باشد.
در دوران مدرن، ضد خشونت ابزاری برای اعتراضات اجتماعی بوده‌است. این روش در جنبشی که در طول چند دهه به رهبری ماهاتما گاندی برای استقلال هند از امپراتوری بریتانیا انجامید، استفاده شد.

### مبارزه منفی
مبارزه منفی شیوه‌ای از نافرمانی مدنی خشونت‌پرهیز است که در آن انجام ندادن یک سری از کارها روش مبارزه می‌شود.

### نافرمانی مدنی
نافرمانی مدنی روشی برای اعتراض به سیاستهای حکومتها می‌باشد که به صورت خشونت‌پرهیز باشد. این روش در جنبشی به رهبری ماهاتما گاندی برای استقلال هند از امپراتوری بریتانیا استفاده شد. همچنین این شیوه در جنبش ضد نژادپرستی در آفریقای جنوبی، جنبش حقوق مدنی آمریکا و جنبش‌های صلح طلب مورد استفاده قرار گرفته‌است. دراین روش با بی‌اعتنایی به قوانین حکومتی، سعی در تضعیف قابلیت اجرای قانون که یکی از مهم‌ترین پایه‌های قدرت هر حکومتی است می‌شود.

### روالِ کار

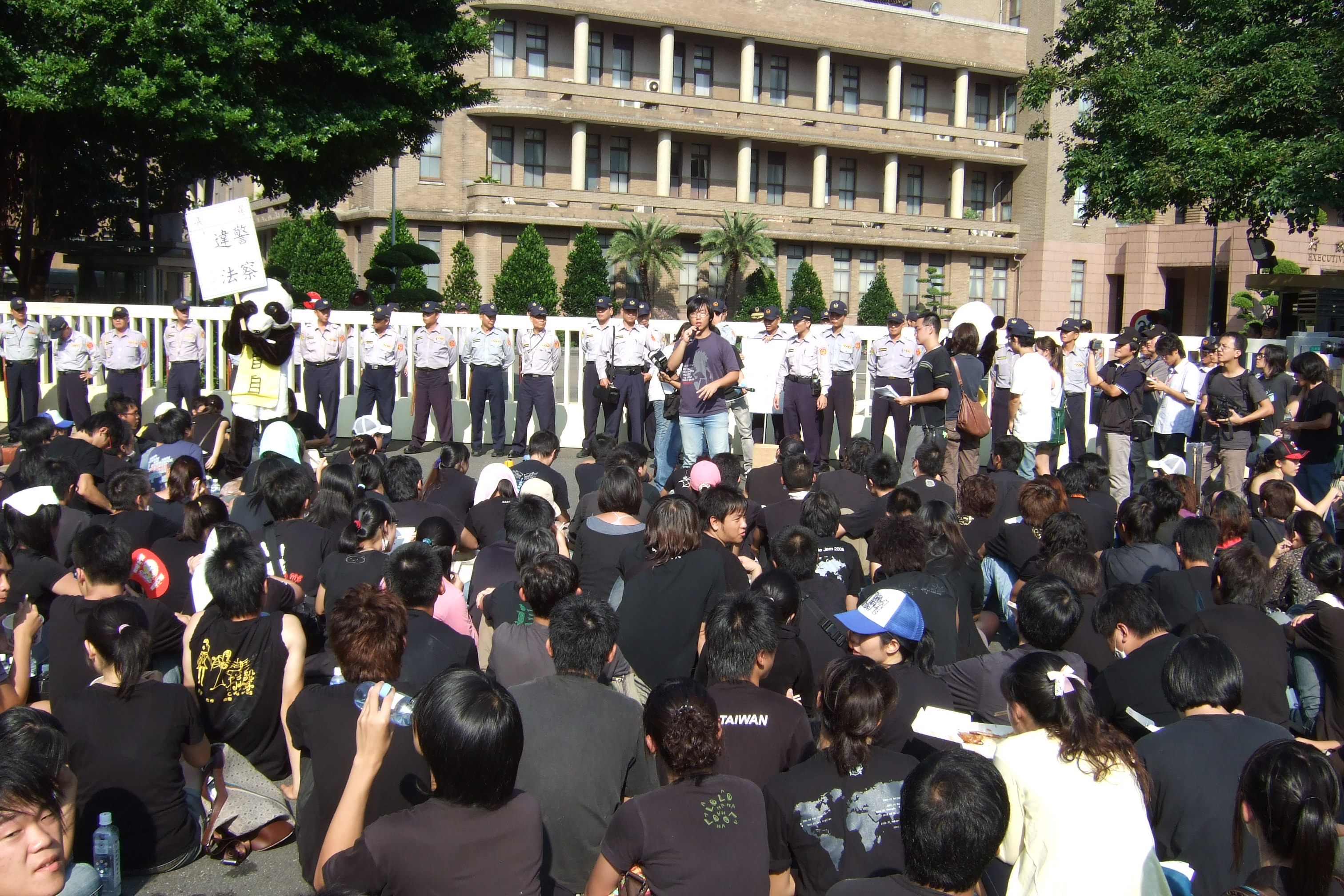
تحصنِ حقوقِ بشریِ یوآن

معمولاً معترضان در یک تحصن، در یک موقعیتِ استراتژیک (در درونِ یک رستوران، در یک خیابان به منظورِ بستنِ آن، در یک دفتر دولتی یا شرکتی و غیره) می‌نشینند و دست به تحصن می‌زنند و آنقدر در جای خود باقی می‌مانند تا زمانی که از آنجا یا با توسل به زور یا دستگیر شدن اخراج شده یا درخواست شان برآورده شود.

## تاریخچه تحصن در ایران
تحصن در ایران از زمان صفویه در ایران متداول بوده و افراد تحت تعقیب برای کاهش محکومیت یا بخشودگی در مقابر امامان یا امام زادهها، بست می‌نشستند.
برای اولین بار در زمان سلطنت محمد شاه عده‌ای از شاهزادگان در سفارت روس علیه حاج میرزا آقاسی بست نشستند. در زمان ناصرالدین شاه برای اینکه مردم به سفارت‌های بیگانه پناهنده نشوند، چندین نقطه را بست قرار داد ولی پس از سفر اروپا، بست نشینی را ملغی کرد.

### تحصن شاه‌عبدالعظیم
در ۳ اردیبهشت تا ۱۰ اردیبهشت ۱۲۸۴ خورشیدی و در آستانه سفر مظفرالدین شاه به اروپا، بازرگانان در شاه عبدالعظیم متحصن و خواستار لغو تعرفه جدید گمرکی، از میان رفتن تبعیض درگرفتن حقوق گمرکی از مسلمان‌ها و برکناری ژوزف نوز مستشار مالی بلژیکی دولت ایران شدند.

### تحصن دانشجویان دانشگاه زنجان

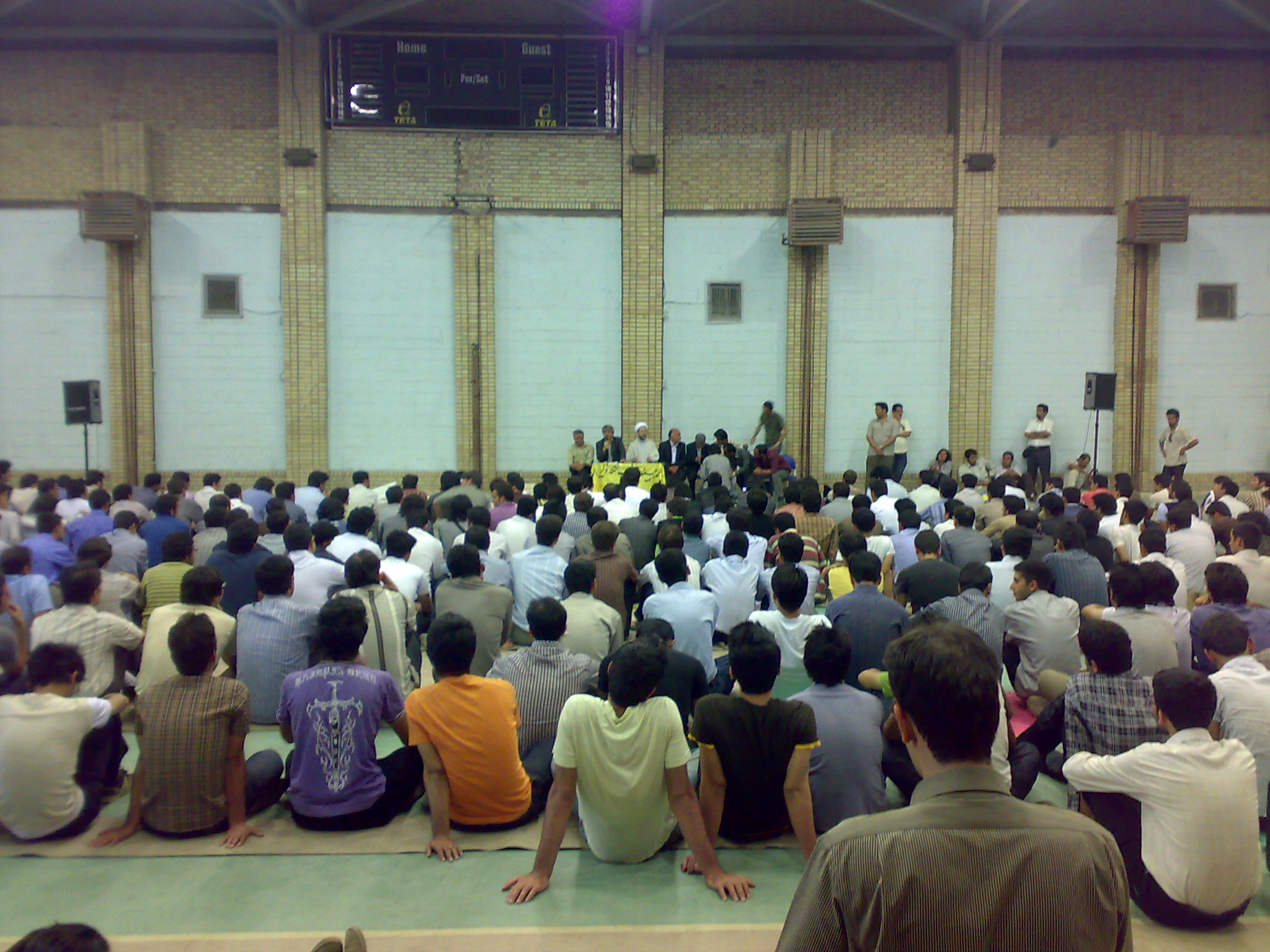
سخنرانی نصیری نماینده شهر زنجان در مجلس شورای اسلامی در جمع دانشجویان

اعتصاب دانشجویان دانشگاه زنجان در خرداد ۱۳۸۷ به دلیل ادعای تلاش حسن مددی معاون دانشجویی و رئیس کمیته انضباطی این دانشگاه برای سوءاستفاده جنسی از یکی از دانشجویان دختر دانشگاه آغاز شد. این دانشجو با کمک دوستان دانشجوی خود و در یک اقدام شبه پلیسی مسئول دانشگاه را غافلگیر کردند و به فیلمبرداری و افشای سوءاستفادهٔ این مسئول دانشگاه از موقعیت خود دست زدند. پس از آن، صدها تن از دانشجویان دانشگاه زنجان به تحصن گسترده چند روزه‌ای در دانشگاه دست زدند. اما چند روز بعد دانشجوی قربانی که شاکی پرونده بود بازداشت شد دادستان زنجان اتهام این دانشجو را داشتن رابطه نامشروع اعلام کرده و دانشجویان معترض را نیز تهدید به دستگیری کرد.
همچنین با مددی برخورد شد.

### تحصن در زندان فشافویه
از خرداد ۱۳۹۷ دراویش زندانی اعتراضات گلستان هفتم تا حدود دو ماه و نیم بعد از آن در حمایت از زنان درویش محبوس در زندان قرچک ورامین و در اعتراض به بدرفتاری با آنها دست به تحصن زدند.
۷ شهریور ۱۳۹۷ متحصنین توسط مأموران امنیتی در زندان فشافویه ضرب و شتم شدند، سازمان دیده‌بان حقوق بشر برخورد مأموران امنیتی جمهوری اسلامی با تحصن کنندگان را محکوم کرد.
حملهٔ مأموران که برای شکستن تحصن دراویش زندانی صورت گرفت با شلیک گاز اشک‌آور همراه شد. در حمله ۷ شهریور به متحصنین زندان فشافویه، بسیاری از آنها دچار جراحت شد و هشت تن از آنها به سلول‌های انفرادی منتقل شدند. مصطفی محبی، رئیس وقت سازمان زندان‌های تهران هم در جریان این سرکوب در زندان فشافویه حضور داشت.